# Jayson Videira Pereira
Jayson Videira Pereira (* 17. Februar 2005) ist ein luxemburgisch-portugiesischer Fußballspieler. 

## Karriere

### Vereine
Über die luxemburgischen Vereine AS Hosingen, Young Boys Diekirch und RFC Union Luxemburg wechselte Videira Pereira im Sommer 2021 in das Nachwuchsleistungszentrum des deutschen Zweitligisten Hannover 96. Dort war er für dessen U-17 bzw. U-19 in der jeweiligen Bundesliga Nord/Nordost aktiv und schoss in 53 Ligaspielen insgesamt 19 Treffer. Ab dem Sommer 2024 gehört er fest zum Kader der Zweiten Mannschaft in der 3. Liga und gab dort am 2. Spieltag in der Partie gegen Rot-Weiss Essen (1:3) sein Profidebüt. Seinen ersten Treffer erzielte Videira Pereira dann am 28. September 2024 beim 3:1-Heimsieg über den VfB Stuttgart II. Doch nach nur einem Jahr wechselte er weiter zur Reservemannschaft des 1. FSV Mainz 05  in die Regionalliga Südwest.

### Nationalmannschaft
Am 8. Juni 2024 gab der Stürmer im Alter von 19 Jahren bei einer 0:3-Testspielniederlage in Belgien sein Debüt für die luxemburgische A-Nationalmannschaft, als er in der 86. Minute für Gerson Rodrigues eingewechselt wurde. Daneben absolvierte er bisher insgesamt 21 Partien für diverse Jugendauswahlen Luxemburgs und erzielte dabei drei Tore.